# Европско првенство у атлетици на отвореном 1938 — 50 километара ходање за мушкарце
Такмичење у брзом ходању на 50 километара у мушкој конкуренцији на 2. Европском првенству у атлетици 1938. у Паризу одржано је 4. септембра.

## Земље учеснице
Учествовало је 16 такмичара из 11 земаља.
1. Белгија (1)
2. Италија (2)
3. Летонија (1)
4. Немачка (2)
5. Норвешка (1)
6. Румунија (1)
7. Уједињено Краљевство (2)
8. Француска (2)
9. Холандија (1)
10. Чехословачка (1)
11. Шведска (2)

## Рекорди
| Рекорди пре почетка Европског првенства 1938. | Рекорди пре почетка Европског првенства 1938. | Рекорди пре почетка Европског првенства 1938. | Рекорди пре почетка Европског првенства 1938. | Рекорди пре почетка Европског првенства 1938. |
| --------------------------------------------- | --------------------------------------------- | --------------------------------------------- | --------------------------------------------- | --------------------------------------------- |
| Светски рекорд                                | Едгар Брун Норвешка                           | 4.26:41                                       | Осло, Норвешка                                | 28. јун 1936.                                 |
| Европски рекорд                               | Едгар Брун Норвешка                           | 4.26:41                                       | Осло, Норвешка                                | 28. јун 1936.                                 |
| Рекорди Европских првенстава                  | Јанис Далниш, Летонија                        | 4,49:52,6                                     | Торино, Италија                               | 8. септембар 1934.                            |
| Рекорди после Европског првенства 1938.       |                                               |                                               |                                               |                                               |
| Рекорди Европских првенстава                  | Харолд Витлок, Уједињено Краљевство           | 4,41:51                                       | Торино, Италија                               | 4. септембар 1938.                            |

## Освајачи медаља
|                                    |                     |                     |
| Харолд Витлок Уједињено Краљевство | Херберт Дил Немачка | Едгар Брун Норвешка |

## Резултати

### Финале
| Пласман | Такмичарка         | Земља                | Резултат  | Белешке |
| ------- | ------------------ | -------------------- | --------- | ------- |
|         | Харолд Витлок      | Уједињено Краљевство | 4:41,51   | РЕП     |
|         | Херберт Дил        | Немачка              | 4:53:08,6 |         |
|         | Едгар Браун        | Норвешка             | 4:54:05,4 |         |
| 4.      | Фриц Блајвајс      | Немачка              | 4.45:24   |         |
| 5.      | Антонио де Маестри | Италија              | 4.53:56   |         |
| 6.      | Евалд Сегестрем    | Шведска              | 4.54:06   |         |
| 7.      | Ђузепе Гобато      | Италија              | 4.56:20   |         |
| 8.      | Антон Тоскани      | Холандија            | 4:58:36   |         |
| 9.      | Василе Фиреа       | Румунија             | 5.22:31   |         |
| —       | Јарослав Шторк     | Чехословачка         | НЗ        |         |
| —       | Френк Бентли       | Уједињено Краљевство | НЗ        |         |
| —       | Суне Карлсон       | Шведска              | НЗ        |         |
| —       | Јанис Далинш       | Летонија             | НЗ        |         |
| —       | Тијери Mathot      | Белгија              | НЗ        |         |
| —       | Пјер Бисјер        | Француска            | ДИСК      |         |
| —       | Луј Камбре         | Француска            | ДИСК      |         |

## Укупни биланс медаља у ходању на 50 километара за мушкарце после 2. Европског првенства 1934—1938.
|    | Земља                | Злато | Сребро | Бронза | Укупно |
| -- | -------------------- | ----- | ------ | ------ | ------ |
| 1. | Летонија             | 1     | 0      | 0      | 1      |
| 1. | Уједињено Краљевство | 1     | 0      | 0      | 1      |
| 2. | Немачка              | 0     | 1      | 0      | 1      |
| 2. | Швајцарска           | 0     | 1      | 0      | 1      |
| 4, | Италија              | 0     | 0      | 1      | 1      |
| 4, | Норвешка             | 0     | 0      | 1      | 1      |
|    | Укупно {6}           | 2     | 2      | 2      | 6      |

|                                       | Земља                                 | Злато                                 | Сребро                                | Бронза                                | Укупно                                |
| Није био вишеструких освајача медаља. | Није био вишеструких освајача медаља. | Није био вишеструких освајача медаља. | Није био вишеструких освајача медаља. | Није био вишеструких освајача медаља. | Није био вишеструких освајача медаља. |
| ------------------------------------- | ------------------------------------- | ------------------------------------- | ------------------------------------- | ------------------------------------- | ------------------------------------- |

## Рференце
1. ↑  
European Athletics Championships Zürich 2014 - STATISTICS HANDBOOK (PDF), ЕАА, стр. 365, Приступљено 6. 4. 2015